# Polistes infuscatus
Polistes infuscatus är en getingart som beskrevs av Amédée Louis Michel Lepeletier 1836. Polistes infuscatus ingår i släktet pappersgetingar, och familjen getingar.

## Underarter
Arten delas in i följande underarter:
- P. i. anduzei
- P. i. ecuadorius
- P. i. metensis
- P. i. mariae